# História da Coreia do Sul

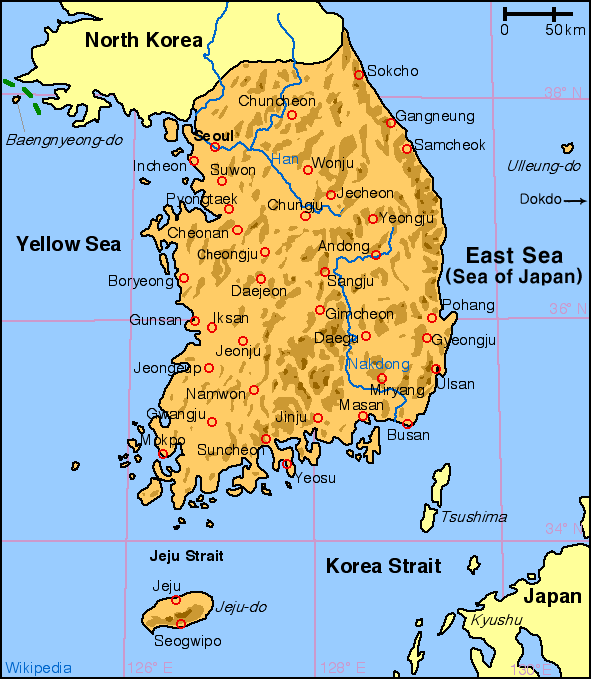
Mapa da Coreia do Sul.

A história da Coreia do Sul começa com o fim da Segunda Guerra Mundial em 1945, quando as superpotências do mundo ocuparam a Coreia.
A Coreia estava ocupada pelo Japão desde a Primeira Guerra Sino-Japonesa, tendo sido anexada formalmente em 1910. No fim da II Guerra Mundial os aliados estabeleceram planos conjuntos de ocupação dos territórios que haviam sido tomados pelo Japão. No caso da Coreia, ficou acertado em Ialta que após a guerra o país voltaria a ter independência. Entretanto, após a invasão da Manchúria e da porção norte da península pelos soviéticos, e do desembarque dos americanos em Incheon, o país foi dividido em dois na região do paralelo 38.
A divisão temporária da Coreia estabelecida no fim da Guerra acabou sendo mantida, conforme aumentavam as disputas entre EUA e URSS. Com os desentendimentos pós-guerra entre soviéticos e estado-unidenses, o país continuou dividido em duas zonas de influência, seguindo-se, em 1948, da instalação de dois governos separados: um no norte, socialista, pró-soviético, e outro no sul, capitalista e influenciado pelos Estados Unidos.
Em Junho de 1950 começou a Guerra da Coreia. O sul, apoiado pelos Estados Unidos, e o norte apoiado pela União Soviética acabaram por atingir uma situação de impasse e foi assinado um armistício em 1953, dividindo a península ao longo da zona desmilitarizada, uma fronteira próxima ao paralelo 38, que tinha sido a linha de demarcação original.
A partir daí, a República da Coreia, no sul, sob o governo autocrático de Syngman Rhee e a ditadura de Park Chung-hee, alcançou um rápido crescimento econômico. A agitação civil dominou a política até que os protestos tiveram sucesso em derrubar a ditadura e instalar uma forma de governo mais democrática nos anos 80. Nas décadas seguintes a Coreia do Sul expandiu sua economia, se tornando uma potência regional.
Uma reunificação das duas Coreias tem permanecido no centro da política do país, muito embora ainda não tenha sido assinado um tratado de paz com o Norte. Em Junho de 2000 realizou-se uma histórica primeira conferência Norte-Sul, como parte da "política do Sol" sul-coreana, apesar de um aumento recente de preocupação com o programa de armas nucleares da Coreia do Norte.

## Antes da divisão
Os primeiros restos humanos achados na Coreia datam de cerca de 500 000 anos. De acordo com a tradição, no ano de 2333 a.C. Tangun (também chamado de Dangun) fundou o reino de Joseon (muitas vezes conhecidos como "Gojoseon" para evitar a confusão com a dinastia do século XIV do mesmo nome; o prefixo "go" significa "velho" ou "anterior"). Depois de numerosas guerras, este reino se desintegrou.

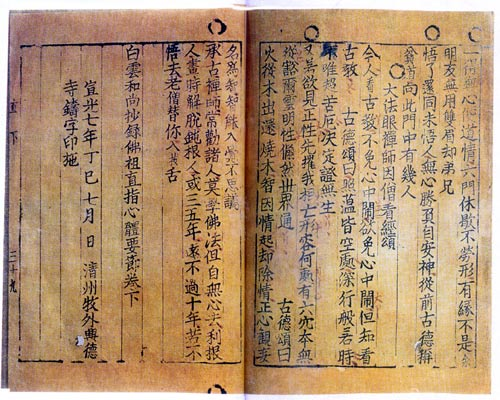
Jikji, o primeiro livro impresso em uma impressão com metais móveis, em 1377, 62 anos antes da Bíblia de Gutenberg.

A antiga Coreia passou a sediar uma séries de cidades-Estados em constantes guerras, que apareciam e desapareciam de maneira constante. Não obstante, três reinos, Baekje, Koguryŏ e Silla se fortaleceram e entre os três dominaram a cena histórica da Coreia por mais de duzentos anos, no período conhecido como "os Três Reinos da Coreia". No ano 676, Silla conseguiu unificar quase todo o território coreano, com exceção do reino de Balhae. O domínio destes dois reinos sobre toda a Coreia e parte da Manchúria deu origem ao Período dos Estados Norte e Sul.
Após sua decadência, em 918 o general Wang Geon fundou o Reino de Goryeo(ou "Koryŏ", de onde provém o nome da Coreia). No século XIII, a invasão dos mongóis debilitou Goryeo: depois de quase trinta anos de guerra, o reino conservou o domínio sobre todo o território da Coreia, aunque na realidade só era um tributário a mais dos mongóis. Com o colapso do Império Mongol, se seguiram uma série de lutas políticas e após a rebelião do General Yi Seong-gye em 1388, a dinastia Goryeo foi substituída pela dinastia Joseon.

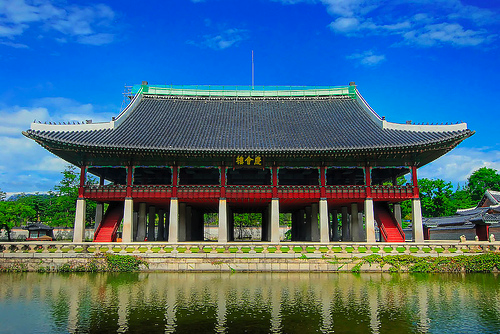
O palácio de Gyeongbok é o maior dos cinco grandes palácios construídos durante a dinastia Joseon.

Entre 1592 e 1598, os japoneses invadiram a Coreia, depois que os Joseon se negaram a fornecer uma passagem segura para o exército japonês, liderado por Toyotomi Hideyoshi, em sua campanha para a conquista da China. A guerra acabou quando os japoneses se retiraram depois da morte de Hideyoshi. É nesta guerra que há o surgimento da figura heroica nacional do almirante Yi Sun-Sin e a popularização do famoso "Navios Tartaruga".
No século XVII, a Coreia foi finalmente derrotada pelos Manchú e se uniu ao Império Qing. Durante o século XIX, graças à sua política isolacionista, a Coreia ganhou o nome de "Reino eremita". A dinastia Joseon tentou se proteger contra o imperialismo ocidental, mas foi obrigada a abrir seus portos para o comércio. Depois das Guerras Sino-Japonesas e da Guerra Russo-Japonesa, a Coreia ficou sob o domínio colonial japonês (1910-1945). No final da Segunda Guerra Mundial, os japoneses se renderam perante às forças soviéticas e estadunidenses, que ocuparam as metades norte e sul da península respectivamente.

## Depois da divisão

### Administração militar americana (1945 - 1948)

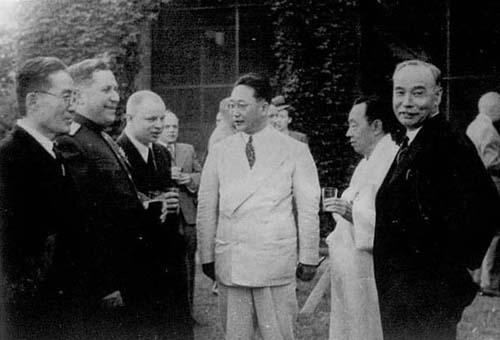
Yeo Woon-Hyung(à direita) na Comissão Conjunta EUA-União Soviética em 1947.

O Imperador Hirohito anunciou a rendição do Império do Japão às Forças Aliadas no dia 15 de agosto de 1945. A Ordem Geral No. 1 para a rendição do Japão (preparada pelo Conjunto de Chefes de Estado Maior das forças militares dos EUA e aprovada em 17 de agosto de 1945) prescreveu procedimentos de rendição separados para as forças japonesas na Coreia a o norte e ao sul do paralelo 38º. Após a rendição do Japão aos Aliados (formalizados no dia 2 de setembro de 1945), a divisão no paralelo ao norte de 38º marcou o início da tutela soviética e norte-americana sobre o Norte e o Sul, respectivamente. Esta divisão foi concebida para ser temporária e pretendia-se primeiramente fazer a península coreana voltar a ser unificada de volta ao seu povo até que os Estados Unidos, o Reino Unido, a União Soviética e a República da China pudessem arranjar uma Administração de tutela. Em fevereiro de 1945, a Conferência de Yalta discutiu a questão da tutela para a Coreia. As forças americanas aterrissaram em Incheon no dia 8 de setembro de 1945 e, pouco tempo depois, estabeleceram um governo militar. O tenente General John R. Hodge assumiu o comando do governo. Diante do crescente descontentamento popular, em outubro de 1945 Hodge estabeleceu o Conselho Consultivo da Coreia. Um ano mais tarde, um legislativo provisório e um governo interino foram estabelecidos, dirigidos por Kim Kyu-shik e Syngman Rhee respectivamente. No entanto, esses órgãos provisórios não tinham qualquer autoridade independente ou soberania de direito, que ainda eram mantidas pelo governo provisório da República da Coreia, mas os líderes dos EUA optaram por ignorar a sua legitimidade em parte por causa do alinhamento comunista. O caos político e econômico - decorrente de uma variedade de causas - placou o país neste período. Os efeitos secundários da exploração japonesa permaneceram no Sul, assim como no Norte. Além disso, o exército norte-americano estava em grande parte despreparado para o desafio de administrar o país, chegando sem conhecimento da língua, cultura ou situação política do local, assim, muitas de suas políticas tiveram efeitos desestabilizadores não intencionais. Ondas de refugiados provenientes da Coreia do Norte e retornados do exterior também ajudaram a manter o país em tumulto.
Em dezembro de 1945, uma conferência foi feita em Moscou para discutir o futuro da Coreia. Discutiu-se uma tutela de 5 anos e foi criada uma comissão mista entre os EUA e a União Soviética. A comissão reuniu-se intermitentemente em Seul, mas bloqueou a questão do estabelecimento de um governo nacional. Em setembro de 1947, sem solução à vista, os Estados Unidos apresentou a questão coreana à Assembleia Geral das Nações Unidas.
A resolução da Assembleia Geral da ONU exigia uma eleição geral supervisionada pela ONU na Coreia, mas depois que o Norte rejeitou essa proposta, uma eleição geral para uma Assembleia Constituinte ocorreu apenas na parte Sul, em maio de 1948: uma forma presidencial de governo e especificando um mandato de quatro anos para a presidência. De acordo com as disposições da Constituição, uma eleição presidencial indireta ocorreu em julho. Syngman Rhee, como chefe da nova Assembleia, assumiu a presidência e proclamou a Coreia do Sul em 15 de agosto de 1948.

### Primeira República (1948 - 1960)

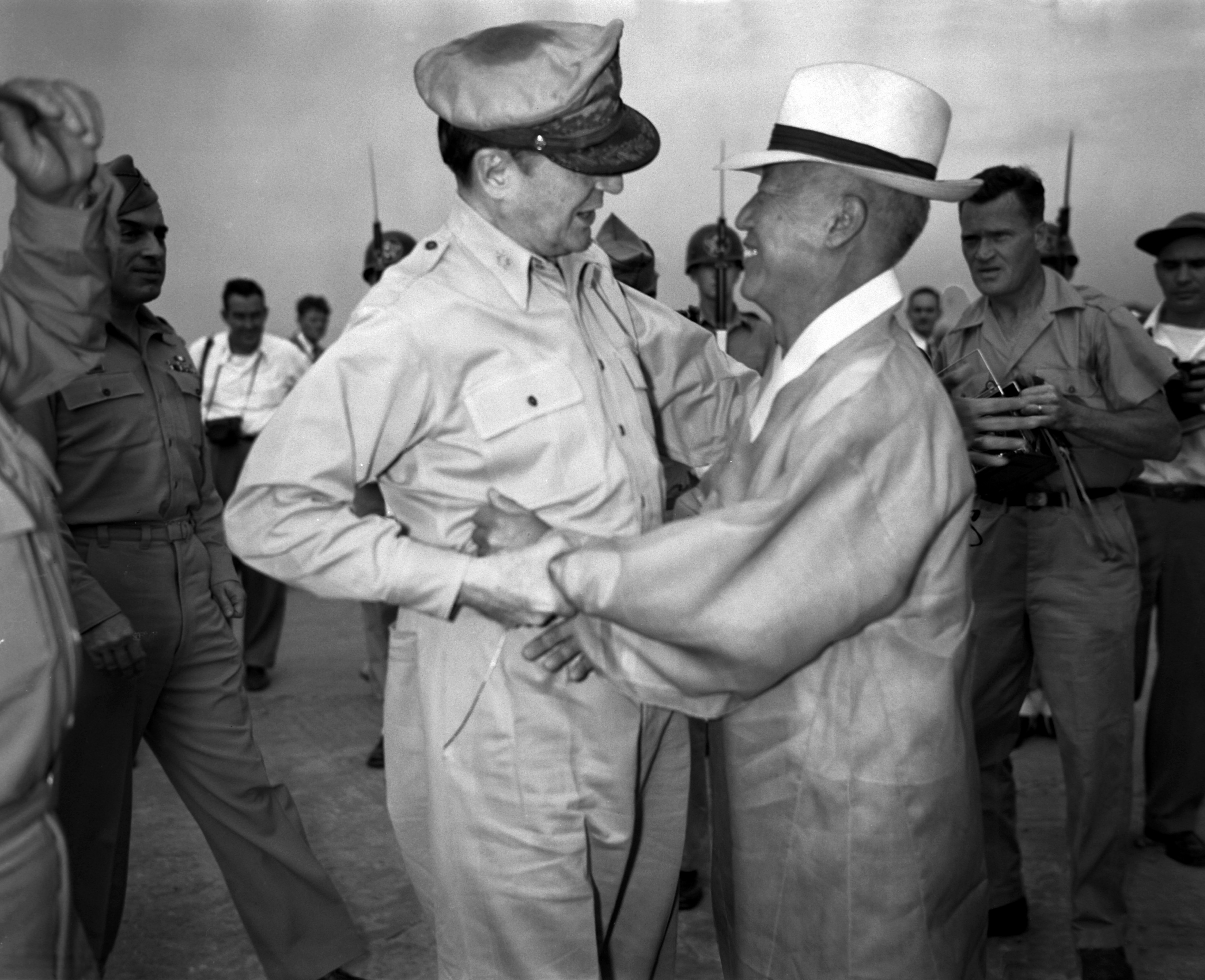
O General americano Douglas MacArthur e Syngman Rhee, primeiro presidente da Coreia do Sul, saúdam calorosamente um ao outro na chegada do General à Base de Força Aérea de Gimpo.

No dia 15 de agosto de 1948, a República da Coreia foi formalmente estabelecida, com Syngman Rhee sendo o primeiro presidente. Com o estabelecimento do governo de Rhee, a soberania de jure também passou para o novo governo. No dia 9 de setembro de 1948, um regime comunista, a República Popular Democrática da Coreia, foi proclamada por Kim Il-sung. No entanto, em 12 de dezembro de 1948, por causa da resolução 195 na Terceira Assembleia Geral, as Nações Unidas reconheceram a Coreia do Sul como o único governo legal da Coreia.
Em 1946, o Norte implementou reformas agrárias ao confiscar propriedades e fábricas privadas, japonesas e pró-japonesas, e as colocou sob a propriedade do Estado. A demanda pela reforma agrária no Sul cresceu fortemente e foi finalmente decretada em junho de 1949. Os coreanos com grandes propriedades foram obrigados a alienar a maior parte de suas terras. Aproximadamente 40% do total de agregados familiares agrícolas tornaram-se pequenos proprietários de terras. Porém, como os direitos de preferência eram concedidos às pessoas que tinham vínculos com proprietários antes da libertação, muitos grupos pró-japoneses obtiveram ou mantiveram propriedades.
Com o país agora dividido, a relação entre as duas Coreias tornou-se mais antagônico com o passar do tempo. As forças soviéticas se retiraram em 1948 e a Coreia do Norte pressionou o Sul a expulsar as forças dos Estados Unidos, mas Rhee procurou alinhar seu governo fortemente com a América e contra a Coreia do Norte e o Japão. Embora tenham ocorrido negociações para a normalização das relações com o Japão, poucas coisas foram alcançadas. Enquanto isso, o governo recebia enormes somas de ajuda financeira americana, em quantidades às vezes próximas do tamanho total do orçamento nacional. O governo nacionalista também continuou muitas das práticas do governo militar dos EUA. Em 1948, o governo de Rhee reprimiu as revoltas militares em Jeju, Suncheon e Yeosu.
A principal política da Primeira República da Coreia do Sul foi o anticomunismo e a "unificação pela expansão para o norte". As forças Armadas do Sul não estavam nem suficientemente equipadas e nem suficientemente preparadas, mas o governo de Rhee estava determinado a reunificar a Coreia por meio de força militar com ajuda dos Estados Unidos. No entanto, nas segundas eleições parlamentares realizadas em 30 de maio de 1950, a maioria dos assentos foi para políticos independentes que não endossaram esta posição, confirmando a falta de apoio e o frágil estado da nação.
Após o armistício na Guerra da Coreia, a Coreia do Sul experimentou uma turbulência política sob os anos de liderança autocrática de Syngman Rhee no país, que terminou com a revolta dos estudantes em 1960. Durante todo seu governo, Rhee procurou tomar medidas adicionais para cimentar seu controle do governo. Estes começaram em 1952, quando o governo ainda estava baseado em Busan devido à guerra em curso. Em maio daquele ano, Rhee empurrou as emendas constitucionais que tornaram a presidência uma posição diretamente eleita. Para fazer isso, ele declarou lei marcial, detendo membros do parlamento opositores, manifestantes e grupos antigoverno. Mesmo após isso, Rhee foi posteriormente eleito por uma ampla margem.
Syngman recuperou o controle do parlamento nas eleições de 1954 e, em seguida, adotou uma emenda para se isentar do limite de oito anos e foi novamente reeleito em 1956. Pouco depois, o governo de Rhee prendeu membros do partido opositor e executou o líder deste depois de acusá-lo de ser um espião norte-coreano.
A administração tornou-se cada vez mais repressiva enquanto dominava a área política e em 1958 procurou emendar a lei de segurança nacional para apertar o controle do governo em todos os níveis de administração, incluindo as unidades locais. Essas medidas causaram muita indignação entre os cidadãos, mas apesar de protestos públicos, o governo de Syngman manipulou as eleições presidenciais sul-coreanas e em março de 1960 ganhou de lavada.
Naquele dia de eleição, protestos de estudantes e cidadãos contra as irregularidades da eleição estouraram na cidade de Masan. Inicialmente, esses protestos foram sufocados com força pela polícia local, mas quando o corpo de um estudante foi encontrado flutuando no porto da cidade, todo o país ficou enfurecido e os protestos se espalharam por todo o país. Em 19 de abril, estudantes de várias universidades e escolas reuniram-se e marcharam em protesto nas ruas de Seul, no que seria chamado de Revolução de Abril. O governo declarou lei marcial, chamou o Exército e suprimiu as multidões com fogo aberto. Os protestos subsequentes em todo o país abalaram o governo e, após um protesto escalado com professores universitários que tomaram as ruas no dia 25 de abril, Syngman apresentou sua renúncia oficial no da seguinte e fugiu para o exílio.

#### Guerra da Coreia (1950 - 1953)

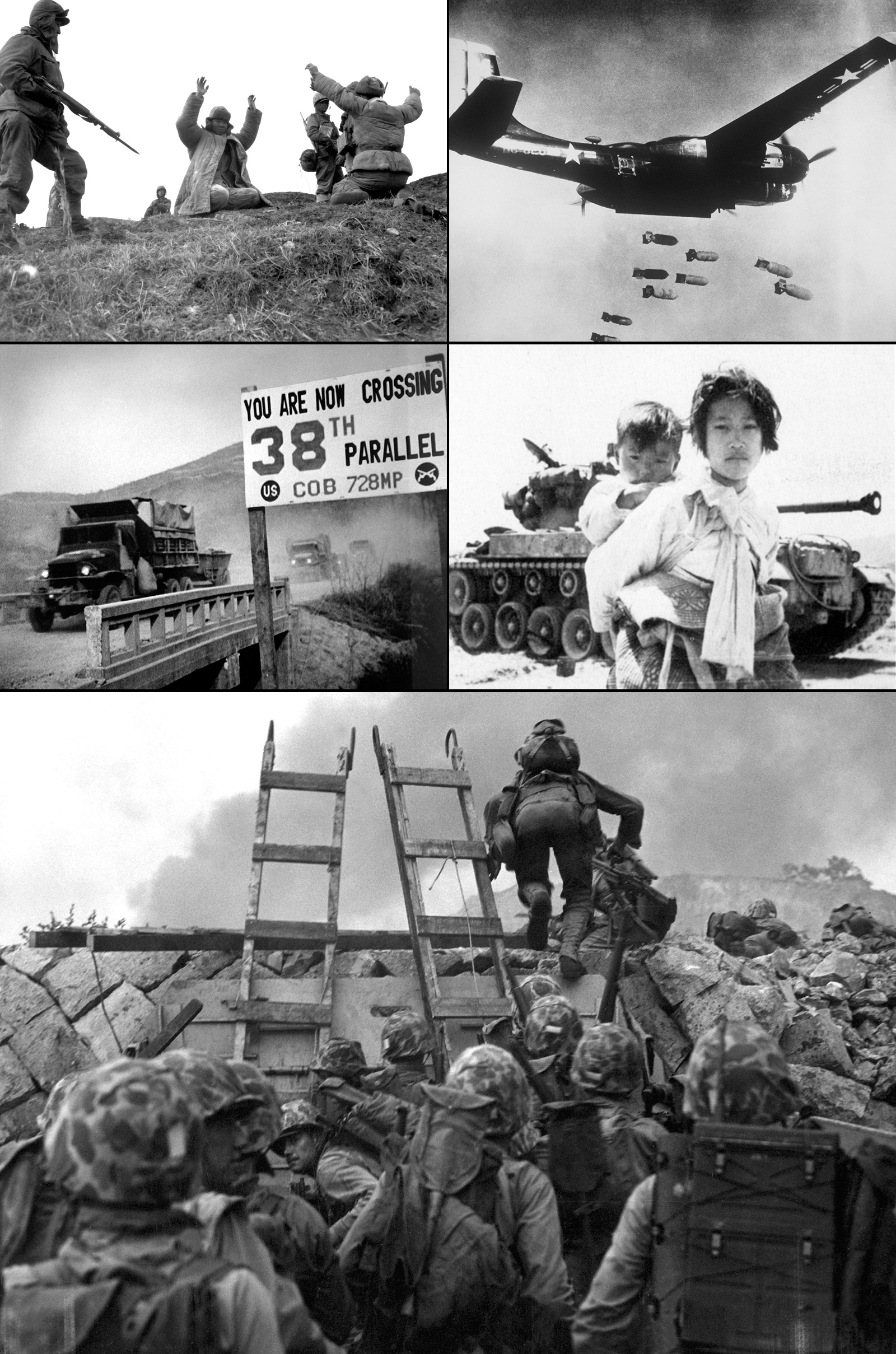
Uma foto-montagem da Guerra de Coreia, ocorrida entre 1950 e 1953. O Tratado de Não Agressão que finalizou o conflito deixou de ser válido no dia 11 de março de 2013.

No dia 25 de junho de 1950, as Forças Armadas da Coreia do Norte forces invadiram a Coreia do Sul. Liderada pelos EUA, uma coalizão de 16 membros empreendeu a primeira ação coletiva sob o Comando da ONU (UNC) em defesa da Coreia do Sul. As linhas de batalha oscilantes infligiram um grande número de baixas civis e causaram uma imensa destruição. Com a entrada da República Popular da China na batalha em nome da Coreia do Norte no final de 1950, a luta chegou a um impasse perto da linha original de demarcação. As negociações de armistício, iniciadas em julho de 1951, foram finalmente concluídas no dia 27 de julho de 1953 no Panmunjeom, a atual Zona Desmilitarizada da Coreia. Após o armistício, o governo sul-coreano voltou a Seul na data simbólica de 15 de agosto de 1953.
Este evento ficaria marcado por ser um dos primeiros conflitos da Guerra Fria.

### Segunda República (1960 - 1961)
Após a revolução estudantil, o poder foi brevemente mantido por uma administração interina sob o ministro das Relações Exteriores Heo Jeong. Uma nova eleição parlamentar foi realizada em 29 de julho de 1960. O Partido Democrático, que estivera na oposição durante a Primeira República, ganhou facilmente o poder e a Segunda República foi estabelecida. A Constituição revista ditou a Segunda República a assumir a forma de um sistema de gabinete parlamentar, onde o presidente assumiu apenas um papel nominal. Esta foi a primeira e única instância em que a Coreia do Sul viu-se em um sistema de gabinete parlamentar ao invés de um sistema presidencial. A Assembleia elegeu Yun Bo-seon como presidente e Chang Myon como primeiro-ministro e chefe de governo em agosto de 1960.
A Segunda República viu a proliferação da atividade política que tinha sido reprimida sob o regime de Rhee. Grande parte dessa atividade era de grupos esquerdistas e estudantis, que tinham sido fundamentais na derrubada da Primeira República. A adesão sindical e a atividade cresceram rapidamente nos últimos meses de 1960, incluindo o Sindicato dos Professores, o Sindicato dos Jornalistas e a Federação do Sindicato Coreano. Cerca de 2.000 manifestações foram realizadas durante os oito meses da Segunda República.
Sob pressão da esquerda, o governo de Chang realizou uma série de expurgos de militares e policiais que estiveram envolvidos em atividades antidemocráticas ou corruptas. Uma lei especial para este efeito foi aprovada no dia 31 de outubro de 1960. 40 000 pessoas foram investigadas e destes, mais de 2 200 funcionários do governo e 4 000 policiais foram purgados. Além disso, o governo considerou a redução do tamanho do exército em 100 000, embora este plano tenha sido arquivado.
Em termos econômicos, o governo enfrentou uma crescente instabilidade. O governo formulou um plano quinquenal de desenvolvimento econômico de cinco anos, embora não pudesse agir antes de ser derrubado. A Segunda República viu o hwan perder metade do seu valor frente ao dólar entre o outono de 1960 e a primavera de 1961.
Apesar do governo ter sido estabelecido com o apoio do povo, o mesmo não havia implementado reformas efetivas, o que trouxe intermináveis distúrbios sociais, turbulências políticas e, em última instância, o golpe de Estado de 16 de maio.

### Junta Militar (1961 - 1963)

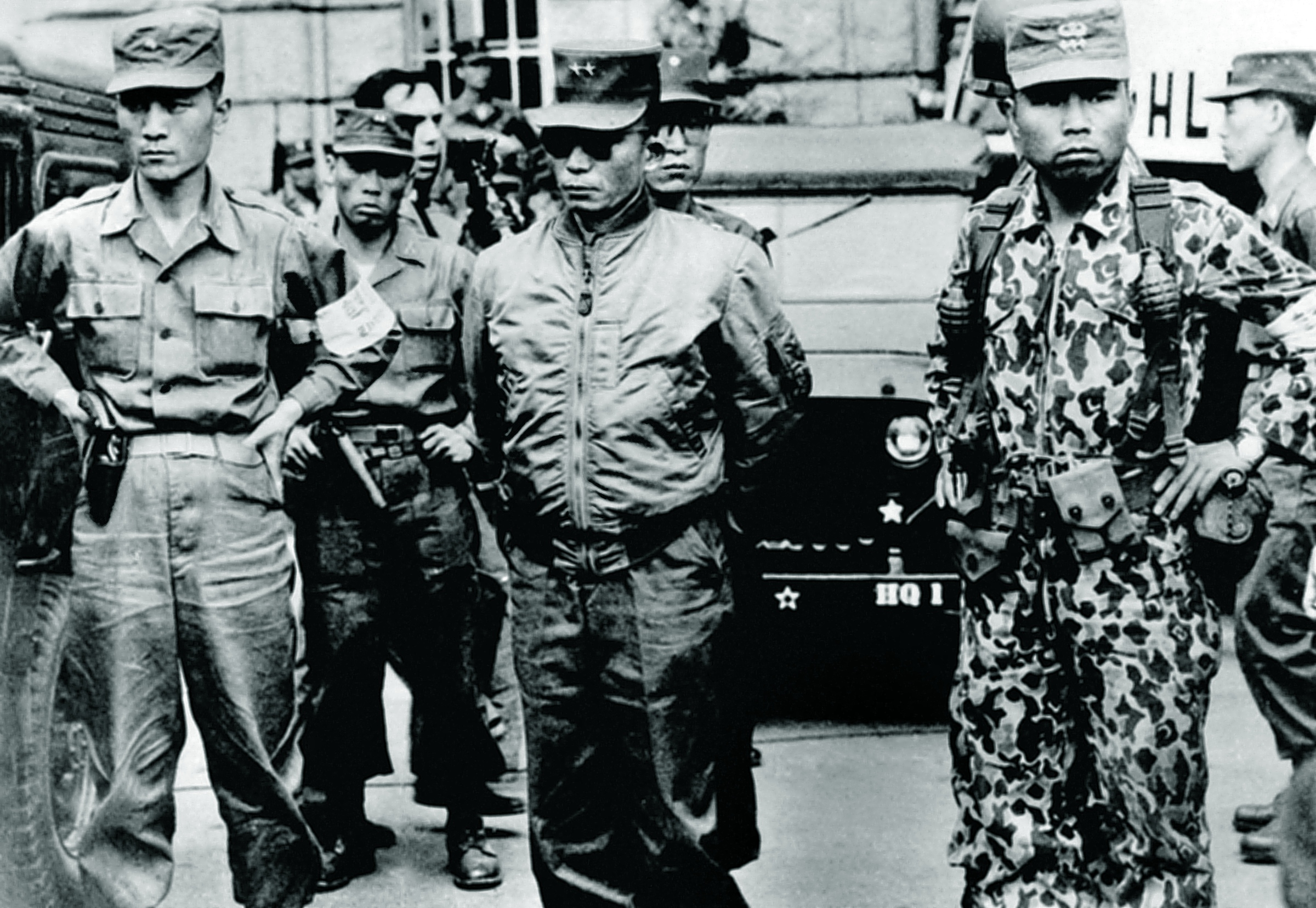
Major General Park Chung-hee (à direita) durante o Golpe de Estado de 16 de Maio.

O golpe de Estado de 16 de maio, conduzido pelo major-geral Park Chung-hee no dia 16 de maio de 1961, pôs um fim definitivo na Segunda República. Park era de um grupo de líderes militares que estavam querendo a despolitização dos militares. Insatisfeito com as medidas de limpeza empreendidas pela Segunda República e convencido de que o atual estado desorientado do país entraria em colapso no comunismo, ele escolheu tomar as rédeas da nação com suas próprias mãos.
A Assembleia Nacional foi dissolvida e os oficiais militares substituíram os oficiais civis. Em maio de 1961, a Junta Militar declarou as "Promessas da Revolução": o anticomunismo seria a principal política da nação; As relações amistosas seriam reforçadas com os aliados do mundo livre, notadamente os Estados Unidos; Toda a corrupção do governo seria eliminada e "moralidade fresca e limpa" seria introduzida; A reconstrução de uma economia auto-suficiente seria prioritária; A capacidade da nação seria nutrida para lutar contra o comunismo e alcançar a reunificação; E que o governo seria devolvido a um governo civil democrático dentro de dois anos.
Como meio de vigiar a oposição, as autoridades militares criaram a Agência Central de Inteligência Coreana(KCIA) em junho de 1961, com Kim Jong-pil, um parente de Park, como seu primeiro diretor. Em dezembro de 1962 foi realizado um referendo para retornar o sistema presidencial de governo, que teria sido aprovado com 78% de maioria. Park e outros líderes militares se comprometeram a não concorrer às próximas eleições que aconteceriam. No entanto, Park se tornou candidato presidencial do novo Partido Republicano Democrático ('DRP' na sigla em inglês), que consistia principalmente de funcionários da KCIA. O mesmo acabou vencendo as eleições que ocorreram em 1963 por uma margem estreita.

### Terceira República (1963 - 1972)

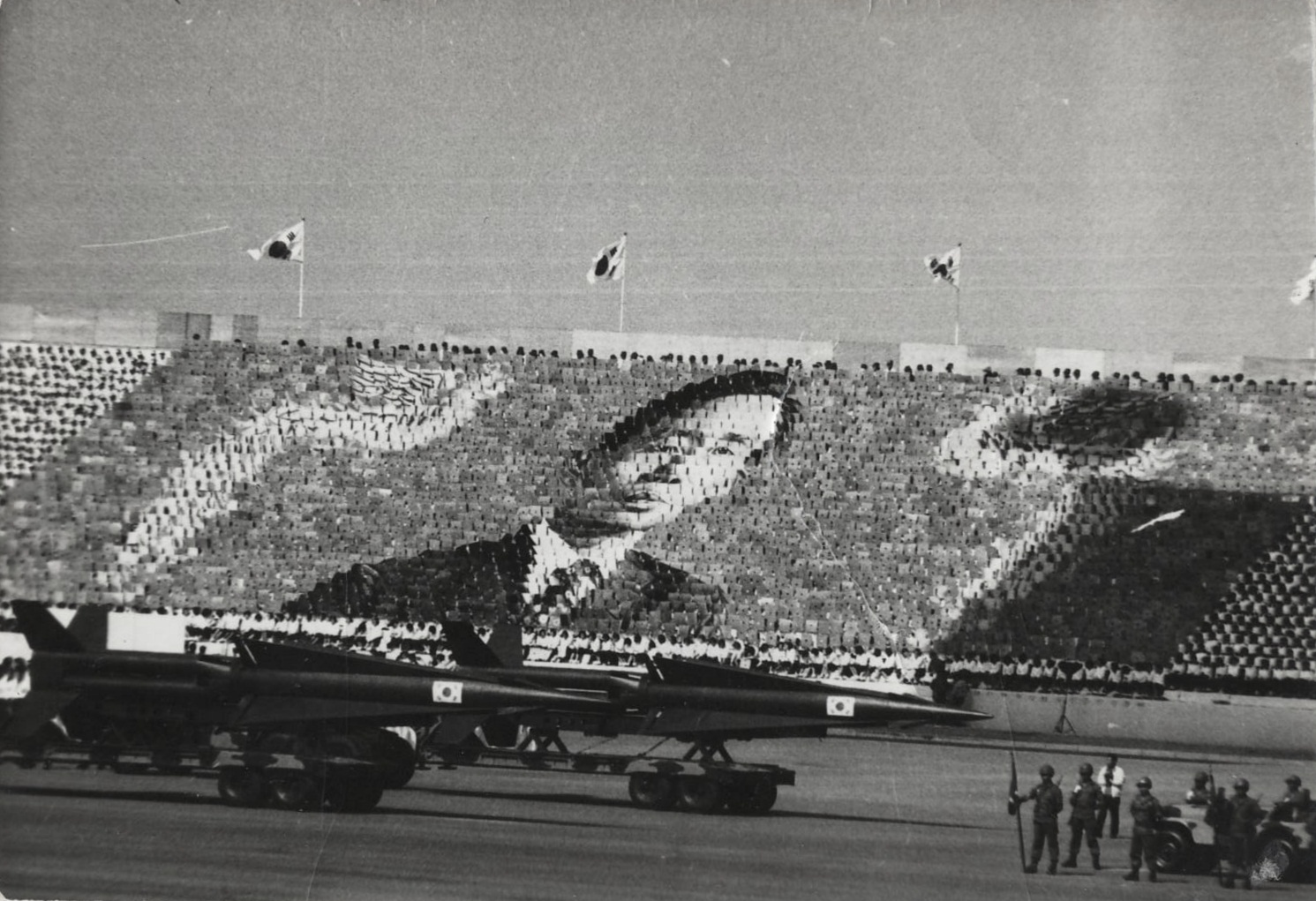
Cidadãos sul-coreanos executam um espetáculo de cartões para o presidente Park Chung-hee no dia do Exército da Coreia do Sul, no dia 1 de outubro de 1973.

A administração de Park começou a Terceira República anunciando os plano de desenvolvimento econômico de cinco anos, que é uma política de industrialização orientada à exportação. Foi dada como prioridade o crescimento da economia e a modernização auto-suficientes; o "desenvolvimento em primeiro lugar, unificação mais tarde" tornou-se o slogan desses tempos e a economia cresceu rapidamente com grande melhoria na estrutura industrial, especialmente nas indústrias químicas básicas e pesadas. O capital era necessário para tal desenvolvimento, de modo que o regime Park usou o influxo da ajuda externa do Japão e dos Estados Unidos para conceder empréstimos a empresas de exportação, com tratamento preferencial na obtenção de empréstimos bancários de juros baixos e benefícios fiscais. Cooperando com o governo, esses negócios se tornariam mais tarde os chaebols.
As relações com o Japão foram normalizadas pelo Tratado de Relações Básicas entre Japão e República da Coreia, ratificado em junho de 1965. Este tratado trouxe fundos monetários japoneses sob forma de empréstimos e compensação pelos danos sofridos durante a era colonial sem um pedido oficial de desculpas do governo japonês, provocando muitos protestos em toda a nação. O governo também manteve laços estreitos com os Estados Unidos e continuou a receber grandes quantidades de ajuda. Foi concluído em 1966 um acordo de estatuto de forças, clarificando a situação legal das forças dos EUA estacionadas ali. Pouco tempo depois, a Coreia do Sul entrou na Guerra do Vietnã, enviando um total de 300 000 soldados de 1964 a 1973 para lutar ao lado das tropas dos EUA e das Forças Armadas do Vietnã do Sul.
O crescimento econômico e tecnológico durante esse período melhorou o padrão de vida, o que ampliou as oportunidades de educação. Os trabalhadores com educação superior foram absorvidos pelos setores industriais e comerciais em rápido crescimento e a população urbana aumentou. A construção da Via expressa de Gyeongbu foi concluída e ligou a capital à região sudeste do país e às cidades portuárias de Incheon e Busan. No entanto, apesar do imenso crescimento econômico o padrão de vida para os trabalhadores e agricultores da cidade ainda eram baixos. Os operários estavam trabalhando com salários também baixos para aumentar a competitividade de preços para o plano de economia orientada para a exportação e os agricultores estavam quase na pobreza, já que o governo controlava os preços. Contudo, à medida que a economia rural ia perdendo terreno e provocando discordâncias entre os agricultores, o governo decidiu implementar medidas para aumentar a produtividade e a renda agrícola, instituindo o "Movimento Saemauel"(ou "Movimento Nova Aldeia") em 1971. O objetivo do movimento era melhorar a qualidade da vida no campo, modernizar as sociedades rurais e urbanas e reduzir as diferenças de rendimentos entre elas.
Park concorreu (novamente) às eleições de 1967, tendo obtido 51.4% dos votos. Na época, a presidência estava constitucionalmente limitada a dois mandatos, mas uma emenda constitucional forçou, por meio da Assembleia Nacional em 1969, a permitir-lhe buscar um terceiro mandato. Grandes protestos e manifestações contra essa emenda constitucional começaram, com grande apoio do líder da oposição Kim Dae-jung, mas Park foi novamente reeleito nas eleições presidenciais de 1971.
As eleições parlamentares se seguiram logo após a eleição presidencial, onde o partido da oposição ganhou a maioria dos assentos, dando-lhes a potência para passar emendas constitucionais. Park, sentindo-se ameaçado, declarou estado de emergência nacional no dia 6 de dezembro de 1971. Em meio a essa insegurança doméstica, a Doutrina Nixon aliviou as tensões entre as superpotências mundiais no cenário internacional, o que causou um dilema a Park, que justificara seu regime com base na política estatal de anticomunismo. Em um gesto súbito, o governo proclamou um comunicado conjunto para a reunificação com a Coreia do Norte no dia 4 de julho de 1972 e realizou conversações da Cruz Vermelha em Seul e Pyongyang, no entanto, não houve mudanças nas políticas do governo em relação à reunificação e em 17 de outubro do mesmo ano, Park declarou lei marcial, dissolvendo a Assembleia Nacional e suspendendo a constituição.

### Quarta República (1972 - 1979)
A Quarta República começou com a adoção da Constituição Yushin no dia 21 de novembro de 1972. Esta nova constituição deu à Park Chung-hee controle efetivo sobre o parlamento e a possibilidade de presidência permanente. O presidente seria eleito por eleições indiretas, por um órgão eleito, e o mandato da presidência foi estendido para seis anos sem restrições à reeleição. O poder legislativo e judiciário eram controlados pelo governo e as diretrizes educacionais também estavam sob vigilância direta. Os manuais que apoiam a ideologia do governo militar foram autorizados pelo governo, diminuindo as responsabilidades do Ministério da Educação.
Apesar da agitação social e política, a economia continuou a florescer sob o regime autoritário com a política de industrialização baseada nas exportações. Os dois primeiros planos quinquenais de desenvolvimento econômico foram bem sucedidos e os planos se focavam na expansão das indústrias pesadas e químicas, aumentando a capacidade de produção de aço e refino de petróleo. No entanto, os grandes conglomerados chaebols continuamente receberam tratamento preferencial e passaram a dominar o mercado interno. Como a maior parte do desenvolvimento tinha vindo de capital estrangeiro, a maior parte do lucro voltou a pagar os empréstimos e juros.
Estudantes e ativistas pela democracia continuaram suas manifestações e protestos pela abolição do sistema Yushin e, em face dos contínuos descontentamentos populares, a administração de Park promulgou decretos de emergência em 1974 e 1975, que levaram ao encarceramento de centenas de dissidentes. Os protestos cresceram e se fortaleceram, com políticos, intelectuais, líderes religiosos, operários e agricultores se unindo ao movimento pela democracia. Em 1978, Park foi elegido a um outro mandato por meio de eleição indireta, o que o fez se deparar com mais demonstrações e protestos. O governo retaliou isso, removendo o líder de oposição Kim Young-sam da Assembleia e suprimindo os ativistas por meios violentos. Em 1979, manifestações antigoverno em massa ocorreram em todo o país e em meio à toda essa turbulência política, Park Chung-hee foi assassinado pelo diretor do Serviço de Inteligência Nacional da Coreia do Sul, Kim Jae-gyu, o que fez este regime militar finalmente ter um fim.

### Quinta República (1979 - 1987)

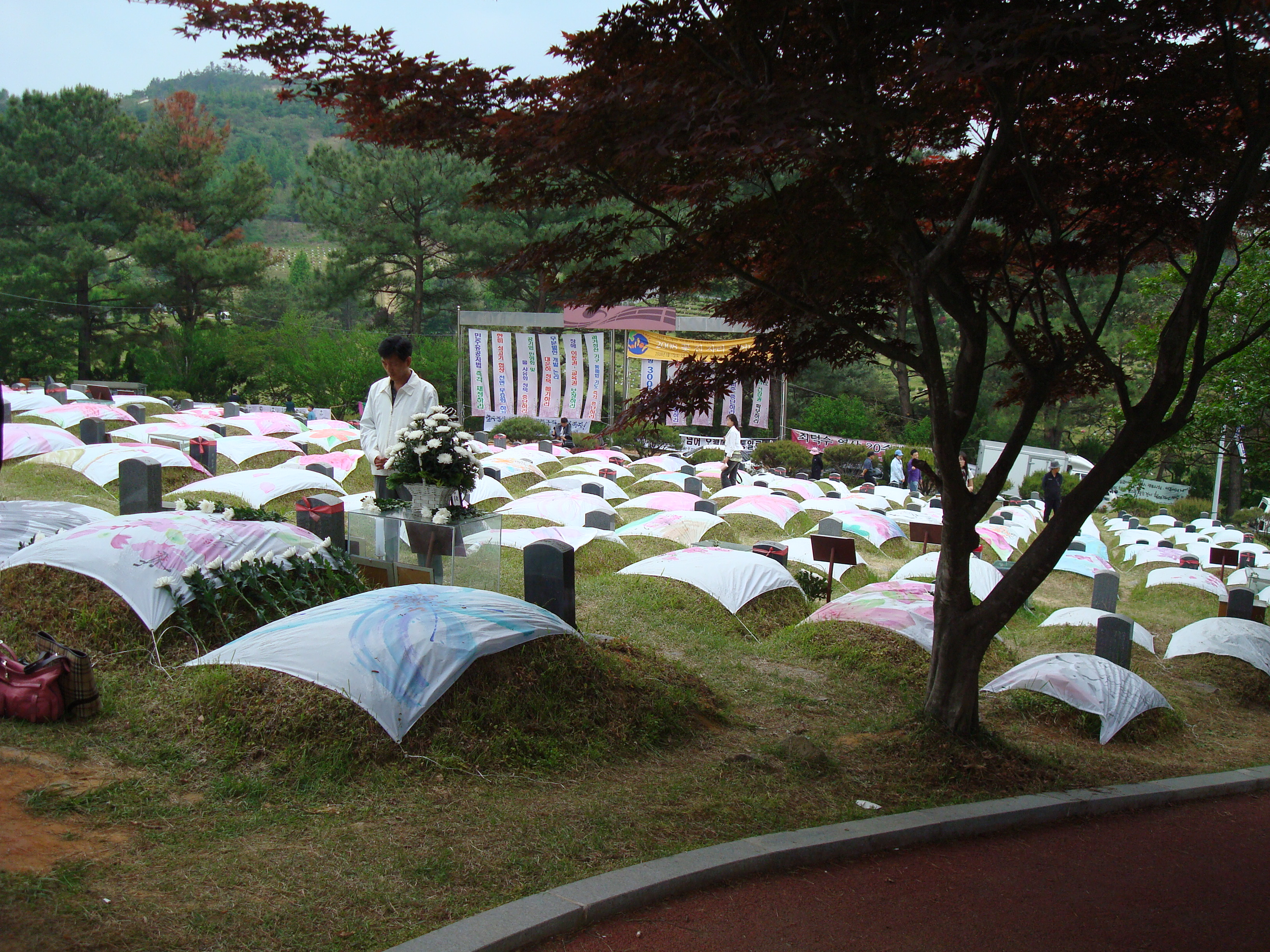
Cemitério Mangwol-dong, lugar onde foram enterradas as vítimas do Massacre de Gwangju.

Depois do assassinato de Park Chung-hee, o então primeiro-ministro Choi Kyu-hah assumiu o papel do presidente, sendo usurpado 6 dias depois pelo Major Chun Doo-hwan no Golpe de Estado de 12 de Dezembro em 1979. Em maio do ano seguinte, a sociedade civil composta principalmente de estudantes universitários e sindicatos trabalhistas liderou fortes protestos contra o governo autoritário em todo o país. Chun Doo-hwan declarou lei marcial em 17 de maio de 1980 e os protestos aumentaram. Os opositores políticos Kim Dae-jung e Kim Jong-pil foram detidos e Kim Young-sam foi confinado à prisão domiciliar.
No dia 18 de maio de 1980, um confronto estourou na cidade de Gwangju entre protestantes estudantes da Universidade Nacional de Chonnam e as forças armadas despachadas pelo Comando de Lei Marcial. O incidente transformou-se em um gigante protesto em toda a cidade que durou nove dias, até que no dia 27 de maio ocorreu o massacre de Gwangju. As estimativas imediatas do número de mortos civis variaram de algumas dúzias a 2000, com uma investigação completa posterior do governo civil encontrando cerca de 200 mortos e 850 feridos. Em junho de 1980, Chun ordenou a dissolução da Assembleia Nacional e posteriormente, criou o Comitê de Política de Emergência da Defesa Nacional e instalou-se como membro. Em 17 de julho, ele renunciou a sua posição de diretor da KCIA, e, em seguida, ocupou apenas o cargo de membro da comissão. Em setembro de 1980, o presidente Choi Kyu-ha foi forçado à renunciar a presidência para dar lugar ao novo líder militar, o Chun.
Em setembro do mesmo ano, Chun foi eleito presidente por uma eleição indireta e começou o governo em março do ano seguinte, iniciando oficialmente a Quinta República. Uma nova Constituição foi estabelecida com notáveis mudanças; mantendo o sistema presidencial, limitando-o a um único mandato de 7 anos, reforçando a autoridade da Assembleia Nacional e conferindo as responsabilidades de nomear o Judiciário ao Presidente do Supremo Tribunal. No entanto, o sistema de eleição indireta do presidente permaneceu e muitos militares foram nomeados para posições governamentais altamente posicionadas, mantendo os remanescentes da era Yushin.
O governo prometeu uma nova era de crescimento econômico e justiça democrática. As apertadas leis monetárias e as baixas taxas de juros contribuíram para a estabilidade de preços e ajudaram o crescimento econômico com um crescimento notável nas indústrias de eletrônicos, semicondutores e automóveis. O país se abriu aos investimentos estrangeiros e o PIB aumentou à medida que as exportações sul-coreanas aumentaram. Este rápido crescimento econômico, no entanto, alargou o fosso entre ricos e pobres, regiões urbanas e rurais e também exacerbou os conflitos inter-regionais. Essas dissensões, somadas às medidas duras tomadas contra a oposição ao governo, alimentaram intensos movimentos rurais e estudantis, que continuaram desde o início desta república.
Na política externa, os laços com o Japão foram reforçados por visitas de Chun ao Japão e visitas do primeiro-ministro japonês Nakasone Yasuhiro à Coreia do Sul. O presidente dos Estados Unidos, Ronald Reagan, também fez uma visita e as relações com a União Soviética e a China melhoraram. O relacionamento com a Coreia do Norte ficou tenso quando, em 1983, um atentado com bomba terrorista no Myanmar(antiga Birmânia) matou 17 altos funcionários que compareceram a cerimônias e a Coreia do Norte foi acusada de estar por trás dos ataques. No entanto, em 1980, a Coreia do Norte havia apresentado uma proposta de reunificação de "uma nação, dois sistemas", que foi recebida com uma sugestão do Sul para se reunir e preparar uma constituição e um governo de unificação através de um referendo. A questão humanitária de reunir famílias separadas foi tratada em primeiro lugar e, em setembro de 1985, famílias de ambos os lados da fronteira fizeram visitas cruzadas a Seul e Pyongyang em um evento histórico.
O governo fez muitos esforços para o desenvolvimento cultural: o Museu Nacional da Coreia, Centro de Artes de Seul e o Museu Nacional de Arte Contemporânea foram construídos nesta época. Os Jogos Asiáticos de 1986 foram realizados com sucesso e a candidatura para os Jogos Olímpicos de Verão de 1988 em Seul também teve êxito.
Apesar do crescimento econômico e do sucesso nas relações diplomáticas, o governo que ganhou poder por meio de golpe de Estado foi essencialmente um regime militar e o apoio e a confiança do público nela eram baixos quando as promessas para a reforma democrática nunca se materializaram. Nas eleições para a Assembleia Nacional de 1985, os partidos de oposição ganharam mais votos do que o partido do governo, indicando claramente que o público queria uma mudança. Muitas pessoas começaram a simpatizar com os estudantes que protestavam. O massacre de Gwangju nunca foi esquecido e em janeiro de 1987, quando um estudante protestante morreu sob interrogatório policial, a fúria do público appenas aumentou. Em abril de 1987, o presidente Chun fez uma declaração de que as medidas seriam tomadas para proteger a Constituição vigente até o momento ao invés de reformá-la para permitir a eleição direta do presidente. Este anúncio consolidou e reforçou a oposição. Em junho de 1987, mais de um milhão de estudantes e cidadãos participaram dos protestos antigovernamentais de dimensões nacionais no que ficou conhecido como "Movimento de Democracia de Junho".
Em 29 de junho de 1987, o candidato à presidência do governo Roh Tae-woo cedeu às demandas e anunciou a Declaração de 29 de junho, que pedia a realização de eleições presidenciais diretas e a restauração de direitos civis. Em outubro de 1987, uma Constituição revista foi aprovada por um referendo nacional e eleições diretas para um novo presidente foram realizadas em dezembro, encerrando, assim, a Quinta República.

### Sexta República (1987 - presente)

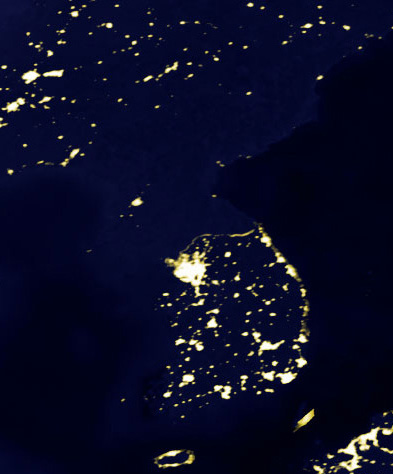
A península coreana vista do espaço à noite em 2000.

A Sexta República foi estabelecida em 1987 e continua a ser a atual república da Coreia do Sul.

#### Roh Tae-woo (1988 - 1993)
Roh Tae-woo tornou-se presidente para o 13º mandato presidencial na primeira eleição presidencial direta em 16 anos. Embora Roh fosse de origem militar e um dos líderes do golpe de Estado de Chun, a incapacidade dos líderes da oposição Kim Dae-Jung e Kim Young-Sam de concordar com uma candidatura unificada levou à sua eleição.
Roh inaugurou o seu governo em fevereiro de 1988. O governo se propôs a eliminar vestígios passados de regimes autoritários, revisando leis e decretos para se adequarem às disposições democráticas. A liberdade de imprensa foi ampliada, a autonomia da universidade reconhecida, e as restrições em viagens ultramarinas foram levantadas. No entanto, o crescimento da economia havia desacelerado em relação aos anos 80, com sindicatos fortes e salários mais altos, reduzindo a competitividade dos produtos coreanos no mercado internacional e resultando em exportações estagnadas, enquanto os preços das commodities continuavam a subir.
Pouco depois do início do governo de Roh, os Jogos Olímpicos de Verão de 1988 em Seul ocorreram, aumentando o reconhecimento internacional da Coreia do Sul e também influenciando muito a política externa. Roh anunciou o plano de unificação oficial, o Nordpolitik, e estabeleceu relações diplomáticas com a União Soviética, a China e os países da Europa Oriental.
Um evento histórico foi realizado em 1990, quando a Coreia do Norte aceitou a proposta de intercâmbio entre as duas Coreias, resultando em conversações de alto nível e intercâmbios culturais e esportivos. Em 1991, foi acordado um comunicado conjunto sobre desnuclearização e as duas Coreias tornaram-se, simultaneamente, membros da ONU.

#### Kim Young-sam (1993 - 1998)
Kim Young-sam foi eleito presidente nas eleições de 1992 após o mandato de Roh. Ele foi o primeiro presidente civil do país em 30 anos e prometeu construir uma "Nova Coreia". O governo começou a corrigir os erros das administrações anteriores. As eleições do governo local foram realizadas em 1995 e eleições parlamentares em 1996. Em resposta à demanda popular, os ex-presidentes Chun(da Quinta República) e Roh foram indiciados por acusações relacionadas com suborno, fundos ilegais e, no caso de Chun, a responsabilidade pelo massacre de Gwangju em 1980. Eles foram julgados e condenados à prisão em dezembro de 1996.
As relações com a parte Norte da península melhoraram e uma reunião de cúpula foi planejada, porém foi adiada indefinidamente com a morte de Kim Il-sung em 1994. As tensões variaram entre as duas Coreias, com ciclos de pequenas escaramuças militares e desculpas. O governo também realizou reformas financeiras e econômicas substanciais, juntando-se à OCDE em 1996, mas teve dificuldades com escândalos políticos e financeiros. O país também enfrentou uma variedade de catástrofes: um trem colidiu e um navio afundou em 1993, a ponte Seongsu desmoronou em 1994 e a loja de departamentos de Sampoong desabou em 1995. Todos esses incidentes reivindicaram muitas vidas e foram um golpe para o governo civil.
Em 1997, a nação sofreu com a severa crise financeira que estava ocorrendo na Ásia e o governo se aproximou do Fundo Monetário Internacional(FMI) para pedir fundos de ajuda. Esse era o limite que a nação poderia suportar e o que levou o líder da oposição Kim Dae-jung a vencer a presidência no mesmo ano. Esta foi a primeira vez que um candidato da oposição ganhou a presidência.

#### Kim Dae-jung (1998 - 2003)
Em fevereiro de 1998, o governo de Kim Dae-jung foi oficialmente inaugurado. A Coreia do Sul manteve seu compromisso de democratizar seus processos políticos e essa foi a primeira transferência do governo entre as partes por meios pacíficos. O governo de Kim enfrentou a tarefa assustadora de superar a crise econômica, mas com os esforços conjuntos e com a agressiva busca do governo de investimentos estrangeiros, cooperação do setor industrial e campanhas de coletas de ouro do cidadão, o país pôde sair da crise em um período relativamente curto de tempo.
Esse governo buscou a reconstrução industrial dos grandes conglomerados chaebols, um sistema nacional de pensões foi estabelecido em 1998, As reformas educacionais foram realizadas, o apoio do governo para a tecnologia da informação aumentou e bens culturais notáveis foram registrados como patrimônios culturais da UNESCO. A Copa do Mundo FIFA de 2002, co-organizado com o Japão, foi um grande evento cultural onde milhões de torcedores se reuniram para torcer em lugares públicos.
Na diplomacia, Kim Dae-jung prosseguiu com a "Política do Sol", uma série de esforços para se reconciliar com a Coreia do Norte. Isso culminou em reuniões das famílias separadas pela Guerra da Coreia e uma conferência de cúpula com o líder norte-coreano Kim Jong-il. Por causa desses esforços, Kim Dae-jung foi agraciado com o Prêmio Nobel da Paz no ano de 2000. No entanto, entre a falta de cooperação pacífica da Coreia do Norte e os ataques terroristas aos Estados Unidos em 11 de setembro de 2001 e mudando a visão dos EUA sobre a Coreia do Norte, a eficácia da política do Sol foi posta em cheque. Com as alegações adicionais de corrupção, o apoio a esta política diminuiu nos últimos anos da administração.

#### Roh Moo-hyun (2003 - 2008)
Roh Moo-hyun foi eleito para a presidência em dezembro de 2002 por eleições diretas. Sua vitória veio com muito apoio da geração mais jovem e de grupos cívicos, que tinham esperanças de uma democracia participativa e a administração de Roh, consequentemente, lançou o lema de "governo de participação". Ao contrário dos governos anteriores, a administração decidiu adotar uma visão de longo prazo e executar reformas de mercado em ritmo gradual. Esta abordagem não agradou ao público, no entanto e até ao final de 2003, os índices de aprovação estavam caindo.
A administração Roh conseguiu superar o regionalismo na política sul-coreana, diluindo os laços colusórios entre a política e as empresas, capacitando a sociedade civil, estabelecendo a questão da Coreia-Estados Unidos, continuando as conversas com a Coreia do Norte e lançando o sistema de trem de alta velocidade, o KTX. Mas apesar do boom no mercado de ações, as taxas de desemprego juvenil foram altas, os preços dos imóveis dispararam e a economia ficou defasada.
Em março de 2004, a Assembleia Nacional votou pelo impeachment de Roh por acusações de violação das leis eleitorais e corrupção. Esta moção reuniu seus partidários e afetou o resultado da eleição parlamentar realizada em abril, com o partido no poder se tornando a maioria. Roh foi reintegrado em maio pelo Tribunal Constitucional, que havia anulado o veredito. No entanto, o partido no poder perdeu sua maioria em eleições paralelas em 2005, como planos de reforma descontinuados, agitação trabalhista contínua, rivalidades pessoais de Roh com a mídia e fricção diplomática com os Estados Unidos e o Japão, que criaram críticas à competência do governo em questões políticas, socioeconômicas e assuntos externos.
Em abril de 2009, Roh Moo-hyun e seus familiares foram investigados por suborno e corrupção e Roh negou as acusações. Em 23 de maio de 2009, Roh cometeu suicídio pulando em um barranco.

#### Lee Myung-bak (2008 - 2013)

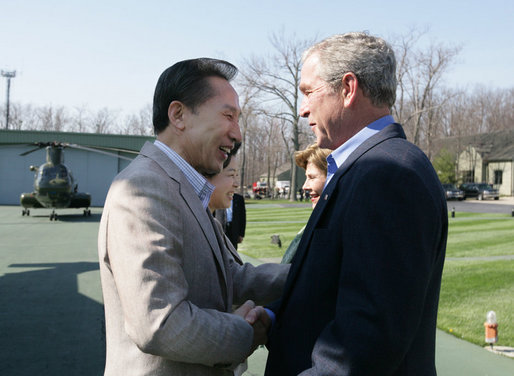
O presidente americano George W. Bush e sua esposa, Laura Bush, dão boas-vindas ao presidente sul-coreano Lee Myung-bak e sua esposa, Kim Yoon-ok para o retiro presidencial em Camp David, Maryland, em 2008.

O sucessor de Roh, Lee Myung-bak, iniciou o seu governo em fevereiro de 2008. Declarando o "pragmatismo criativo" como um princípio orientador, a administração de Lee começou a revitalizar a economia em declínio, re-energizar os laços diplomáticos, estabilizar o bem-estar social e a atender os desafios da globalização. Em abril de 2008, o partido no poder obteve maioria nas eleições para a Assembleia Nacional. Também naquele mês, as conversações da cúpula com os Estados Unidos abordaram o Acordo de Livre Comércio Coreia-EUA e ajudaram a aliviar as tensões entre os dois países causadas pelas administrações anteriores. Lee concordou em suspender a proibição das importações de carne bovina dos Estados Unidos, que causou protestos e manifestações em massa na Coreia do Sul nos meses que se seguiram, uma vez que a paranoia do potencial surgimento da doença da vacas louca se apoderou do país.
Muitas questões afligiram o governo no início da administração: controvérsias sobre a nomeação de altos funcionários do governo, conflitos políticos desenfreados, acusações de opressão com a mídia e tensas relações diplomáticas com a Coreia do Norte e o Japão. A economia do país foi afetada pela recessão global e foi a pior crise econômica desde 1997. A administração do Lee abordou estas questões através da emissão de declarações ativas, reorganização do gabinete e implementação de reformas administrativas e industriais.
Depois das reformas econômicas e regulatórias, a economia recuperou, marcando o crescimento e aparentemente tendo se recuperado da recessão global. A administração de Lee também prosseguiu melhorando as relações diplomáticas através da realização de conversas de cúpula com os Estados Unidos, a China e o Japão e participando na Cimeira Comemorativa ASEAN-Coreia do Sul para fortalecer os laços com outros países asiáticos. A Cimeira do G20 de 2010 foi realizada em Seul, onde foram discutidas questões relacionadas com a crise econômica global.

#### Park Geun-hye (2013 - 2016)

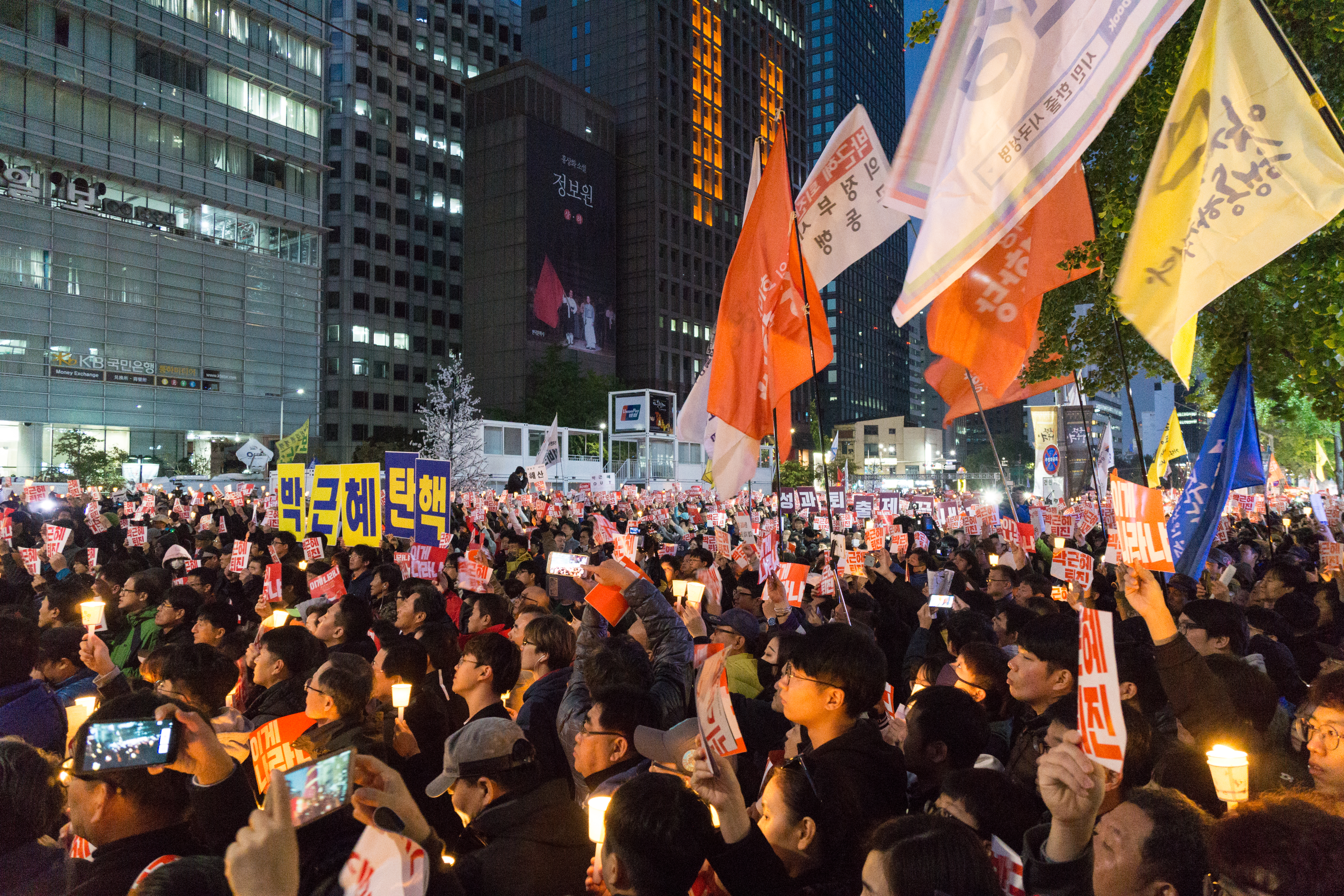
Protesto contra a presidente Park Geun-hye em Cheonggye Plaza, em Seul, no dia 29 de outubro de 2016.

Park Geun-hye começou o seu governo em fevereiro de 2013. Ela é a décima-primeira presidente da Coreia do Sul, sendo a primeira mulher a governar o país, porém foi incapaz de realizar com êxito o mandato presidencial devido a um escândalo político que levou ao seu impeachment em dezembro de 2016. Park também foi a primeira mulher eleita a chefe de Estado da história moderna do Leste Asiático.

#### Hwang Kyo-ahn (interino; 2016 - 2017)
No dia 9 de dezembro de 2016, Park Geun-hye sofreu com um processo de impeachment e o até então primeiro-ministro do país, Hwang Kyo-ahn, tornou-se o presidente em exercício, ficando no cargo até a escolha do novo presidente, que foi escolhido no mês de maio do ano seguinte.

#### Moon Jae-in (2017 - atualmente)
No dia 9 de maio de 2017, o liberal Moon Jae-in, do Partido Democrático da Coreia, venceu as eleições presidenciais com 41,1% dos votos válidos.